# Орленко Михайло Іванович
Михайло Іванович Орленко (нар. 9 листопада 1884, Херсон — пом. 24 липня 1974, Одеса) — український радянський математик, педагог, професор.

## Біографія
Михайло Іванович Орленко народився 9 листопада 1884 року у Херсоні.
Закінчив Феодосійський учительський інститут. Вдосконалював освіту  у Варшавському університеті.
В 1910 році закінчив Новоросійський університет. Згодом стажувався в Паризькому  університеті — Сорбонні, де у 1912 році захистив дисертацію «Рух ізольованих вихорів» і здобув науковий ступінь магістра раціональної механіки (кандидат фізико-математичних наук).
Протягом 1913—1918 років був директором комерційного училища у Кременці.
У 1919—1920 роках очолював Тальнівську вчительську семінарію. В 1920—1921 роках викладав математику у Херсонському інституті народної освіти. В 1921—1923 роках очолював Уманський педагогічний технікум, в 1923—1924 роках — кафедру математики Феодосійського педагогічного інституту.
В 1927—1929 роках був першим завідувачем кафедри вищої математики Донецького гірничого інституту, в 1929—1933 роках — завідувачем кафедри математики Лісотехнічного інституту в Архангельську.
У 1934—1935 роках очолював кафедру вищої математики і фізики Білоруського державного інституту народного господарства. В 1935—1938 роках викладав у вишах Махачкали та П'ятигорська.
В 1938 році присвоєно вчене звання професора.
З вересня 1939 року працював професором математики у Кримському педагогічному інституті.
У 1941 році добровольцем пішов у діючу армію. До 1942 року був військовим перекладачем у штабі 51-ї армії.
В 1942—1946 роках був деканом фізико-математичного факультету Одеського державного педагогічного інституту імені К. Д. Ушинського, одночасно у 1945—1946 роках завідував кафедрою аналітичної геометрії. У 1946—1947 роках викладав в Одеському політехнічному інституті.
У 1947—1958 роках завідував кафедрою математики й теоретичної механіки Білоруського лісотехнічного інституту (нині — Білоруський державний технологічний університет). У 1958—1960 роках був професором теоретичної механіки Мінського вищого інженерного радіотехнічного училища.
У 1960 році вийшов на пенсію та повернувся до Одеси. В 1963—1969 роках обіймав посаду професора кафедри теоретичної механіки і опору матеріалів Одеського вищого інженерного морського училища.
М. І. Орленко помер в Одесі 20 липня 1974 року, похований на Новоміському (Таїровському) кладовищі.

## Науково-педагогічна діяльність
Займався питаннями гідродинаміки та гідростатики, методики викладання математики, створення програми курсу вищої математики в ув'язці зі спеціальними дисциплінами, методики викладання геометрії в загальноосвітній школі.

### Праці
- Высшая математика: краткий курс для вузов и техникумов лесопромрайонов СССР и для самообразования/М. И. Орленко. — Архангельск: Северное изд., 1932. — 512 с.
- Решение геометрических задач на построение в курсе математики средней школы: Пособие для учителей / М. И. Орленко. — Минск: Гос. учеб.-пед. изд-во БССР, 1953. — 264 c.

- Решение геометрических задач на доказательство в средней школе: Пособие для учителей /М. И. Орленко. — Минск: Учпедгиз БССР, 1957. — 259 с. https://search.rsl.ru/ru/record/01006440292

- Решение геометрических задач на построение: Пособие для учителей средней школы / М. И. Орленко. — Минск: Учпедгиз БССР, 1958. — 437 с.

## Нагороди
- Медаль «За бойові заслуги».